# مورفیلد (کنتاکی)
مورفیلد (به انگلیسی: Moorefield) یک منطقهٔ مسکونی در ایالات متحده آمریکا است که در شهرستان نیکولاس، کنتاکی واقع شده‌است. مورفیلد ۲۲۸ نفر جمعیت دارد و ۳۰۱٫۱۵ متر بالاتر از سطح دریا واقع شده‌است.